# Niedere Börde
Niedere Börde är en kommun i Landkreis Börde i förbundslandet Sachsen-Anhalt i Tyskland.
Kommunen bildades den 1 januari 2004 genom en sammanslagning av de tidigare kommunerna Dahlenwarsleben, Groß Ammensleben, Gutenswegen, Jersleben, Klein Ammensleben, Meseberg, Samswegen och Vahldorf.